# سيرجيو نوفوا
سيرجيو نوفوا (بالإسبانية: Sergio Iván Novoa) (10 يونيو 1981 في كولومبيا - ) هو لاعب كرة قدم كولومبي في مركز الوسط. لعب مع أتليتيكو هويلا واتحاد أبناء سخنين وديبورتيفو باستو ونادي تشياباس ونادي ديبورتيفو سان خوسي ويونيون ماغدالينا وBoyacá Chicó F.C. ‏ وريال قرطاجنة وأتليتيكو بوكارامانغا وValledupar F.C. ‏ وأليانزا بتروليرا.

## وصلات خارجية
- سيرجيو نوفوا على موقع قاعدة بيانات كرة القدم.إي يو (الإنجليزية)
- سيرجيو نوفوا على موقع Soccerway.com (الإنجليزية)